# 성저오리정계석표
성저오리정계석표(城底五里定界石標)는 서울특별시 성북구 정릉동에 있었던 조선 전기 한성부 관할구역의 경계를 표시하기 위하여 세운 비석이다. 1963년 1월 21일 대한민국의 사적 제10호로 지정되었다가, 1970년 10월 30일 문화재 지정이 해제되었다.

## 개요
높이 76cm, 너비 42cm, 두께 24cm. 건립연대는 미상이나 정계석표 정면에 '성저오리정계입표경인3월일(城底五里定界立標庚寅三月日)’이라는 기록으로 보아 1410년(태종 10)으로 추정할 수 있다.
조선 전기 한성부의 관할구역을 정할 때에 도성에서 사방 10리까지로 하였는데, 이 때 정한 관할구역은 동쪽으로는 양주 송계원(松溪院)과 대현(大峴), 서쪽으로는 양화도(楊花渡)와 고양 덕수원(德水院), 남쪽으로는 한강과 노도(露渡), 북쪽으로는 북한산으로 하였고 도성으로부터 5리 되는 지점에 성저오리정계석표를 세웠다.
조선 전기에 많은 방명표(坊名標)와 정계표를 세웠으나, 현재 남아 있는 것은 성저오리정계석표가 유일한 것이다. 이 성저오리정계석표는 1970년 문화재관리국에서 경복궁으로 옮겼고, 그 자리에는 시멘트로 된 유지표(遺址標)를 세웠으나, 현재는 유지표도 없어져 성저오리정계석표가 있던 흔적도 찾아볼 수 없게 되었다.

## 사적 해제사유
문화재위치 이전에 의해 사적으로서의 가치가 손상되었다고 인정되어 해제되었다. 

## 참고 자료
- 성저오리정계석표 - 국가유산청 국가유산포털